# ル・プレノン
『ル・プレノン』（仏: Le Prénom、英: What's in a Name?）は2012年のフランス・ベルギーのコメディ映画。
監督はアレクサンドル・ド・ラ・パトリエールとマチュー・デラポルト、出演はパトリック・ブリュエル、ヴァレリー・ベンギーギ、シャルル・ベルラン、ギヨーム・ドゥ・トンケデック、ジュディス・エル・ゼインなど。
男女5人が集まった夕食会で、1人の男性がじきに生まれてくる息子に「アドルフ」と名付けると発表したことから起きる騒動を描いている。
原作は監督であるパトリエールとデラポルトによる2010年初演の舞台劇『Le Prénom』で、パトリエールとデラポルトの2人が自らの脚色で映画化した作品である。なお、同原作は2015年にイタリアで『Il nome del figlio』として、2018年にはドイツで『お名前はアドルフ?』として再映画化されている。
第38回セザール賞では作品賞をはじめとする5部門でノミネートされ、助演男優賞（ギヨーム・ドゥ・トンケデック）と助演女優賞（ヴァレリー・ベンギーギ）を受賞した。
日本では2025年1月時点で劇場公開はされておらず、ソフト化も配信もされていないため、本記事のタイトル「ル・プレノン」は日本語タイトルではなく、原題「Le Prénom」のカナ表記である。

## キャスト
- ヴァンサン・ラルシェ: パトリック・ブリュエル - 不動産業で成功した金持ち。
- エリザベット・ガロー＝ラルシェ: ヴァレリー・ベンギーギ（フランス語版） - ヴァンサンの妹。国語教師。愛称は「バブー」。
- ピエール・ガロー: シャルル・ベルラン - エリザベットの夫。リベラルな大学教授。
- クロード・ガティニョール: ギヨーム・ドゥ・トンケデック - エリザベットらの幼なじみ。トロンボーン奏者。
- アンナ・カラヴァッティ: ジュディス・エル・ゼイン（フランス語版） - ヴァンサンの妻。妊娠中。
- フランソワーズ・ラルシェ: フランソワーズ・ファビアン（フランス語版） - ヴァンサンとエリザベットの母親。未亡人。
- ピザの配達人: ヤニス・レスペール（フランス語版）

なお、主要キャスト5人のうち4人は原作舞台劇の2010年初演時と同じだが、ピエール役のみジャン＝ミシェル・デュプワからシャルル・ベルランに変更されている。

## 作品の評価

### 映画批評家によるレビュー
アロシネによれば、フランスの19のメディアによる評価の平均点は5点満点中3.2点である。
Rotten Tomatoesによれば、14件の評論のうち高評価は71%にあたる10件で、平均点は10点満点中5.1点となっている。
Metacriticによれば、6件の評論のうち、高評価は4件、賛否混在は2件、低評価はなく、平均点は100点満点中66点となっている。

### 受賞歴
| 賞               | 部門       | 対象                                                          | 結果       |
| ---------------- | ---------- | ------------------------------------------------------------- | ---------- |
| 第38回セザール賞 | 作品賞     |                                                               | ノミネート |
| 第38回セザール賞 | 主演男優賞 | パトリック・ブリュエル                                        | ノミネート |
| 第38回セザール賞 | 助演男優賞 | ギヨーム・ドゥ・トンケデック                                  | 受賞       |
| 第38回セザール賞 | 助演女優賞 | ヴァレリー・ベンギーギ                                        | 受賞       |
| 第38回セザール賞 | 脚色賞     | - アレクサンドル・ド・ラ・パトリエール - マチュー・デラポルト | ノミネート |

### 後の作品への影響
以下の再映画化作品がある。
- Il nome del figlio（2015年、イタリア）
- お名前はアドルフ?（2018年、ドイツ）